# Ethyltrifluoromethylaminoindane
N-Ethyl-5-trifluoromethyl-2-aminoindane (ETAI) es una droga psicoactiva y una sustancia química de investigación con supuestos efectos entactogénicos. Funciona como un agente liberador de serotonina selectivo (SSRA). ETAI es el análogo aminoindano de fenfluramina y es aproximadamente un 50% como neurotóxico en comparación.